# Raphaela Händler
Raphaela Händler OSB (* 1940 in Nottuln) ist eine deutsche römisch-katholische Ordensschwester und Ärztin, die durch ihren über 50 Jahre währenden Einsatz für Verbesserungen der medizinischen Versorgung von Menschen in Afrika bekannt wurde. Neben ihrer Arbeit im Orden und als Ärztin baute sie Krankenhäuser, Kindergärten, Schulen und Werkstätten dort in leitender Funktion maßgeblich mit auf. Dabei legte sie ihren Schwerpunkt auf die Förderung von Frauen und Mädchen, da diese vielfachen Benachteiligungen ausgesetzt sind. Sie vertritt die Auffassung, dass sich der afrikanische Kontinent nur dann langfristig positiv entwickeln kann, wenn die medizinische Versorgung weiterhin verbessert und massiv in die Bildung der Bevölkerung investiert wird. Wegweisend für ihr Leben sind neben ihrem Wunsch nach einem Dienst für andere Menschen ihr christlicher Glaube und, von früher Jugend an, Albert Schweitzer und sein universelles Ethikkonzept der Ehrfurcht vor dem Leben.

## Leben

### Herkunft, Kindheit und Schulzeit
Sr. Raphaela wurde in Nottuln in Westfalen als Ursula Händler geboren. Sie ist die zweite Tochter des Gastwirts Wilhelm Händler und seiner Frau Anna, geb. Maas (* 30. September 1916; † 16. März 2007) und wuchs zusammen mit ihren beiden Schwestern in Nottuln auf. Nach dem Besuch der Volksschule und für drei Jahre der Liebfrauen-Realschule Nottuln wechselte sie zum Annette-von-Droste-Hülshoff-Gymnasium (Münster). Ihr Abitur legte sie in der Werler Internatsschule des Ursulinenordens (Ursulinengymnasium Werl) ab.

### Studium und Eintritt in den Orden
1959 nahm sie ein Studium der Medizin an der Westfälischen Wilhelms-Universität Münster auf und absolvierte hier 1962 das Physikum.
Ebenfalls 1962 trat sie der internationalen römisch-katholischen Gemeinschaft der Frauen der Missions-Benediktinerinnen von Tutzing bei. Ihren Ordensnamen Raphaela erhielt sie 1963. 1964 legte sie ihr erstes Ordensgelübde (erste Profess) ab. In München schloss sie ihr Medizinstudium ab und wurde 1968 zur Dr. med. promoviert.

### Berufliche Stationen
Anschließend arbeitete Sr. Raphaela als Assistenzärztin im Krankenhaus der Missionsbenediktinerinnen in Tutzing.
1969 nahm sie mit 29 Jahren ihre Arbeit im St. Walburgs Hospital in Nyangao im Süden Tansanias unter der Leitung der Ordensschwester und Ärztin Regia Bürger († 20. Juni 2003) auf. Ihre dauerhafte Bindung an den Orden, das Ewige Versprechen, legte sie 1970 in Tutzing ab und ging zurück nach Nyangao, um dort den Ausbau und die Modernisierung des Hospitals zu betreiben.
1977 begann sie eine Facharztausbildung zur Gynäkologin. Nach einem Jahr als Assistenzärztin im tansanischen Litembo und zwei Jahren in Stuttgart kehrte sie 1980 nach Nyangao zurück und leitete bis 1994 als Chefärztin das St. Walburgs Hospital. Sie konnte die Anzahl der Betten in dieser Zeit von 75 auf 220 ausbauen und modernisierte das Haus umfassend. Schwerpunkte stellten hier ihr Bemühen um die Senkung der Müttersterblichkeit und die Umsetzung des von der Weltgesundheitsorganisation ins Leben gerufenen Konzepts des Primary Health Care (PHC) auf Basis der Erklärung von Alma-Ata dar. Die Eröffnung eines Zugangs für Schwangere zur Geburt in der Klinik gehörten ebenso wie von gegenseitigem Respekt getragene Schulungsprogramme für traditionelle Dorfhebammen zu ihren Projekten vor Ort.
Nach einem Sabbatjahr schickte ihr Orden Sr. Raphaela 1996 nach Namibia, wo sie als Koordinatorin der katholischen Krankenhäuser des Landes tätig war. Die hohe Infektionsrate mit dem HIV-Virus und die große Anzahl der daraus resultierenden AIDS-Erkrankungen veranlassten sie, die „Catholic Aids Action“ zur Bekämpfung dieser Pandemie im Rahmen der Arbeit der Römisch-katholische Kirche in Namibia zu etablieren.
Von 2005 bis 2013 war Sr. Raphaela Priorin der Benediktinerinnen im Priorat Ndanda im Süden Tansanias. In der Folgezeit unterstützte sie den Aufbau von zwölf Kindergärten in der Umgebung von Ndanda sowie die Gründung der „Aquinas Secondary School“ in Mtwara, einer Schule mit angeschlossenem Internat für mehrere hundert Kinder, deren Leitung sie 2008 übernahm. Außerdem baute sie auch in Tansania das Programm UZIMA (übersetzt: Leben) auf, das sich wie bereits in Namibia – und auf ähnlicher Basis wie das PHC-Projekt – der AIDS-Problematik annahm, unter Integration einer Palliativversorgung für unheilbar Erkrankte.
Weitere soziale Projekte, die sie realisierte, sind etwa das Saint Michaels Education Center in Ndanda, eine Grundschule, die 2017 ihren Betrieb aufnahm, ein Solarenergieprojekt an der Aquinas Secondary School in Mtwara 2018 und die Schaffung eines Herz-Jesu-Klosters der afrikanischen Benediktinerinnen in Kabuhima im Norden von Tansania.

## Finanzierung der Projektarbeit
Neben der Förderung durch Misereor und Missio erhielt Sr. Raphaela Unterstützung ihres Engagements immer wieder durch ihre Heimatgemeinde in Nottuln, so z. B. durch den Aktionskreis João Pessoa e. V. – Organisation der Eine-Welt-Gruppen aus Nottuln. Mit dem Erbe ihrer im Jahr 2007 verstorbenen Mutter Anna Händler legte sie zudem den Anna-Fonds an, eine Stiftung zur Vergabe von Stipendien für die Ausbildung von begabten Mädchen aus mittellosen Familien in Mtawa. Der Anna-Fonds wird durch die Missionsbenediktinerinnen von Tutzing verwaltet.

## Ehrungen
- 2015: Bayerischer Verdienstorden[12]
- 2017: Schwester-Raphaela-Händler-Straße in Nottuln[13]

## Veröffentlichungen
- Das Ferment Urokinase. Diss. München 1968.
- Mit Hand und Herz. Mein Leben für Afrika  Herbig, München 2014, ISBN 978-3-7766-2727-5.